# Sibulan Airport
Sibulan Airport, ook bekend als Dumaguete Airport, is een vliegveld in de Filipijnse provincie Negros Oriental. Het vliegveld bevindt zich in de gemeente Sibulan, even ten noorden van Dumaguete, de provinciehoofdstad.
Het heeft een regionale functie en is door de Civil Aviation Authority of the Philippines ingedeeld als Principal-Class 1, een klasse waarbinnen de grotere binnenlandse vliegvelden vallen. In 2008 werden 2714 vluchtbewegingen uitgevoerd van en naar Sibulan Airport. Er werden 306.452 passagiers vervoerd en 2.655 ton vracht.

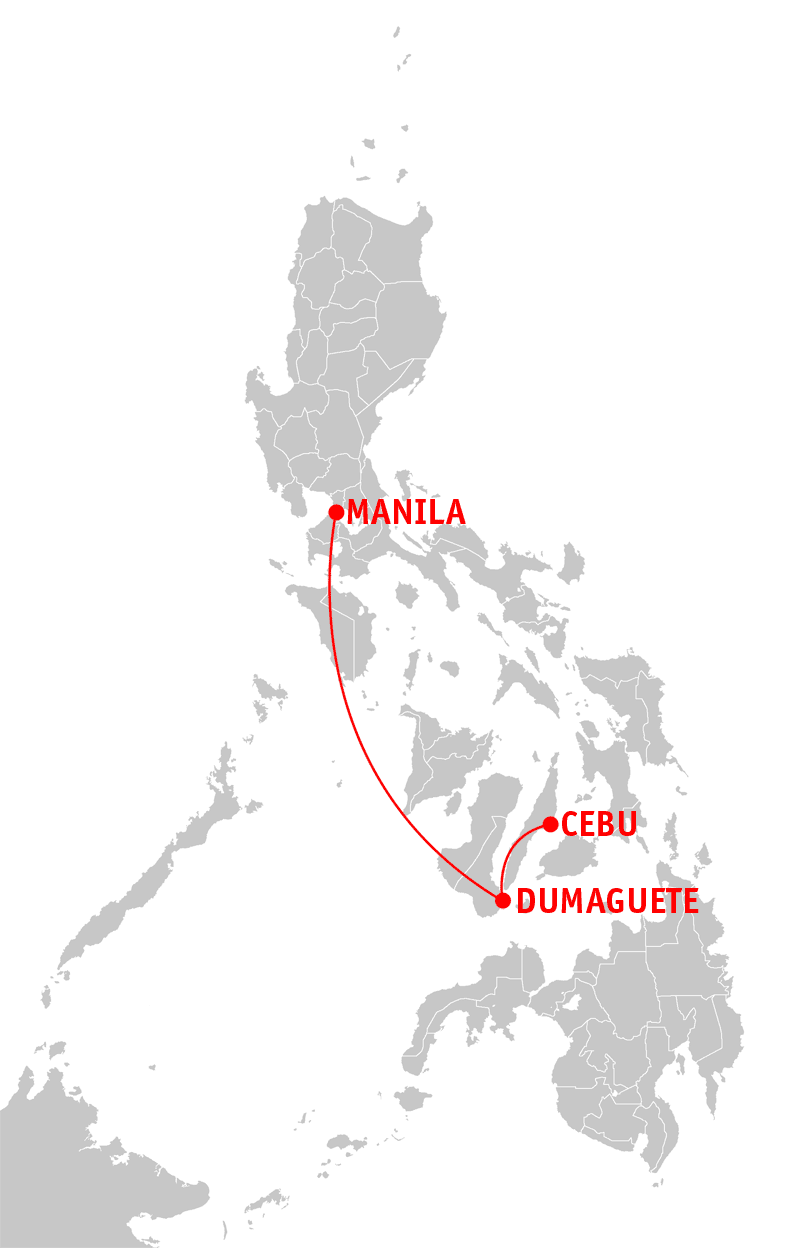
Bestemmingen

## Luchtvaartmaatschappijen en bestemmingen
De volgende luchtvaartmaatschappijen vliegen op Sibulan Airport (situatie november 2011):
- Cebu Pacific (Cebu, Manilla)
- Philippine Airlines (Manilla)